# Dedni Vrh
Dedni Vrh je naselje u Općini Krško u istočnoj Sloveniji. Dedni Vrh se nalazi u pokrajini Dolenjskoj i statističkoj regiji Donjoposavskoj. 

## Stanovništvo
Prema popisu stanovništva iz 2002. godine Dedni Vrh je imao 3 stanovnika.

## Vanjske poveznice
- Satelitska snimka naselja  Arhivirana inačica izvorne stranice od 29. srpnja 2017. (Wayback Machine)